# AxeWound
AxeWound – brytyjsko-kanadyjska supergrupa założona w 2012 roku wykonująca metalcore.

## Członkowie zespołu
- Liam Cormier (Cancer Bats) – śpiew
- Matthew Tuck (Bullet for My Valentine) – gitara rytmiczna, śpiew
- Mike Kingswood (Glamour of the Kill) – gitara prowadząca
- Joe Copcutt (HOAX, ex-Rise to Remain) – gitara basowa
- Jason Bowld (Pitchshifter) – perkusja

## Dyskografia
- Vultures (2012)